# Scrophularia cephalantha
Scrophularia cephalantha är en flenörtsväxtart som beskrevs av Takenoshin Nakai. Scrophularia cephalantha ingår i släktet flenörter, och familjen flenörtsväxter. Inga underarter finns listade i Catalogue of Life.